# Fórmula límit de Kronecker
En matemàtiques, la fórmula límit de Kronecker clàssica descriu el terme constant per s = 1 d'una sèrie real analítica d'Eisenstein (o funció zeta d'Epstein) d'acord amb els termes de la funció eta de Dedekind. Es poden generalitzar amb sèries d'Eisenstein més complicades. Són anomenades així en honor del matemàtic alemany Leopold Kronecker (1823-1891).

## Primera fórmula límit de Kronecker
La primera fórmula límit de Kronecker és
{\displaystyle E(\tau ,s)={\pi  \over s-1}+2\pi (\gamma -\log(2)-\log({\sqrt {y}}|\eta (\tau )|^{2}))+O(s-1)}
on
- E(τ,s) és la sèrie real analítica d'Eisenstein, donada per

{\displaystyle E(\tau ,s)=\sum _{(m,n)\neq (0,0)}{y^{s} \over |m\tau +n|^{2s}}}
per a Re(s) > 1, i per continuïtat analítica per a diferents valors del nombre complex s.
- γ és la constant d'Euler-Mascheroni
- τ = x + iy amb y > 0.
- {\displaystyle \eta (\tau )=q^{1/24}\prod _{n\geq 1}(1-q^{n})}, amb q = e2π i τ, és la funció eta de Dedekind.

Per tant, la sèrie d'Eisenstein admet un pol s = 1 de residu π, i la (primera) fórmula límit de Kronecker dona el terme constant de la sèrie de Laurent en aquest pol.

## Segona fórmula límit de Kronecker
La segona fórmula límit de Kronecker és
{\displaystyle E_{u,v}(\tau ,1)=-2\pi \log |f(u-v\tau ;\tau )q^{v^{2}/2}|}
on
- u i v són reals no enters.
- q = e2π i τ i qa = e2π i aτ
- p = e2π i z i pa = e2π i az
- {\displaystyle E_{u,v}(\tau ,s)=\sum _{(m,n)\neq (0,0)}e^{2\pi i(mu+nv)}{y^{s} \over |m\tau +n|^{2s}}}

per Re(s) > 1, i es defineix per la continuïtat analítica per a diferents valors del nombre complex s.
- {\displaystyle f(z,\tau )=q^{1/12}(p^{1/2}-p^{-1/2})\prod _{n\geq 1}(1-q^{n}p)(1-q^{n}/p).}